# 科泰奇鎮區 (伊利諾伊州薩林縣)
科泰奇鎮區（英語：Cottage Township）是位於美國伊利諾伊州薩林縣的一個行政鎮區。

## 地方資料
根據2010年美國人口普查的數據，科泰奇鎮區的面積為80.40平方千米，當中陸地面積為79.20平方千米，而水域面積為1.20平方千米。當地共有人口215人，而人口密度為每平方千米2.67人。